# Diccionario de la Lengua Asturiana
El Diccionario de la Lengua Asturiana (Diccionariu de la Llingua Asturiana, DALLA, en idioma asturiano) es el diccionario normativo de la lengua asturiana desarrollado por la Academia de la Lengua Asturiana a lo largo de muchos años y finalizado el 30 de junio de 2000. Fue impresa la primera edición el 15 de diciembre de 2000.

## Desarrollo
En él trabajan muchas personas, y las más representativas son Xosé Lluis García Arias, Ana María Cano González y Ramón d'Andrés. Al publicarse, el presidente de la Academia de la Lengua Asturiana (García Arias) dimitió dejando paso a Ana Cano al considerar terminadas las labores básicas de normativización del asturiano tras la publicación de las Normas Ortográficas y la Conjugación de Verbos en 1981 y la Gramática Asturiana en 1988.

## Características
El Diccionario tiene mil trescientas páginas y unas cincuenta mil entradas.